# Agnes Birgersdotter
Agnes Birgersdotter, född okänt år, död efter 1341, var en svensk prinsessa inom den kungliga grenen av Bjälboätten. Hon var dotter till kung Birger Magnusson och drottning Märta. Hon följde sina föräldrar till Danmark och blev så småningom nunna vid Slangerup kloster i Danmark. Bortsett från detta är ingenting känt om henne.